# Paul Gerard Martin
Paul Gerard Martin (Hastings, 5 maggio 1967) è un arcivescovo cattolico neozelandese, dal 3 maggio 2023 arcivescovo metropolita di Wellington e dal 27 maggio successivo ordinario militare per la Nuova Zelanda.

## Biografia
Paul Gerard Martin è nato il 5 maggio 1967 ad Hastings, regione della Baia di Hawke ed arcidiocesi di Wellington, sulla costa orientale dell'Isola del Nord in Nuova Zelanda; è uno dei cinque figli di Carmel e Ronald Martin.

### Formazione
Nel 1973 ha cominciato la formazione primaria alla St. Joseph Primary School per poi proseguire quella secondaria al St John's College, entrambe nella città nativa, conseguendo il diploma nel 1986; intanto nel 1985, a soli diciassette anni, era entrato nella Società di Maria, congregazione religiosa fondata da Jean Claude Colin nel 1822. Sentendo maturare la vocazione sacerdotale, in seguito si è iscritto al Mt. St. Mary's Scolasticate, università cattolica privata nel sobborgo di Greenmeadows, per studiare teologia ed il 7 gennaio 1988 ha emesso la professione solenne nei maristi.
Ha frequentato poi il St. Mary's Catholic Theological College di Auckland, associato al Sydney College of Divinity, ottenendo la laurea in teologia nel 1989; è passato successivamente alla Victoria University di Wellington, ottenendo il baccalaureato in inglese nel 1991 e nel luglio dello stesso anno ha cominciato anche un corso sulla pastorale in Australia, occupandosi di una comunità aborigena dei territori del nord. Nel gennaio 1992 si è infine trasferito a Roma, in Italia, dove ha studiato alla Pontificia università "San Tommaso d'Aquino" per ottenere il baccalaureato in teologia dopo un anno.
Rientrato brevemente in patria, è stato ordinato diacono il 15 novembre 1992 per imposizione delle mani di Denis George Browne, vescovo di Auckland ed in seguito ha ricevuto l'ordinazione sacerdotale il 4 settembre 1993, ventiseienne, per imposizione delle mani di Peter James Cullinane, vescovo di Palmerston North.

### Ministero sacerdotale
Poco dopo l'ordinazione ha cominciato il servizio pastorale a Rawene ed ha frequentato lo Auckland Teachers Training College (attuale Auckland College of Education) per ottenere il diploma di insegnamento nel 1994, mentre dal 1995 al 1998 ha svolto il ministero al Pompallier Catholic College di Whangārei. È poi stato insegnante e superiore della comunità marista del St. Bede's College a Christchurch dal 1999 al 2002, divenendo successivamente cappellano all'Hato Paora College, un collegio maschile maori a Feilding, e contemporaneamente superiore marista nella parrocchia cittadina per un anno. Nel 2003 è stato trasferito a Wellington, prestando servizio nella parrocchia St. Mary of the Angels fino al 2004, quando è divenuto insegnante di inglese al St. Patrick's College nella medesima città.
Nel 2005 è tornato al St. Bede's College di Christchurch, questa volta come vicepreside ed insegnante di inglese, per essere nuovamente trasferito nel 2007 al collegio della capitale come rettore, dove è rimasto fino al 2013; qui è stato anche superiore della comunità di Kemp Street e per sei mesi è stato responsabile degli esercizi spirituali al Pontificio collegio americano del Nord a Roma. Dal 2014 è stato membro del consiglio provinciale, vice provinciale, economo provinciale e superiore della comunità di Ngaio, sobborgo di Wellington, ed infine nel 2016 è divenuto economo generale dei maristi a Roma, incarico ricoperto fino alla promozione all'episcopato.

### Ministero episcopale

#### Vescovo di Christchurch

Stemma da vescovo di Christchurch.

Il 5 dicembre 2017 papa Francesco lo ha nominato, cinquantenne, vescovo di Christchurch; è succeduto a Barry Philip Jones, deceduto il 13 febbraio 2016. Ha ricevuto la consacrazione episcopale il 3 marzo 2018, presso il Boy's High School Auditorium a Christchurch, per imposizione delle mani del cardinale John Atcherley Dew, arcivescovo metropolita di Wellington, assistito dai co-consacranti monsignori John Basil Meeking, vescovo emerito di Christchurch, e Charles Edward Drennan, vescovo di Palmerston North. Ha preso possesso della diocesi durante una cerimonia svoltasi nella cattedrale del Santissimo Sacramento il 4 marzo. Come suo motto episcopale ha scelto Rejoice in the Lord always, che tradotto vuol dire "Rallegratevi sempre nel Signore" (Lettera ai Filippesi, 4, 4).
Durante il suo ministero episcopale a Christchurch, ha avviato un piano quinquennale per la riforma amministrativa consistente nell'accorpamento di molte piccole parrocchie per erigerne cinque più grandi nella città principale, oltre ad unire tutte le chiese dei distretti di Selwyn e Waimakariri in un'unica grande parrocchia.
Un'altra delle decisioni che ha dovuto prendere riguardava il futuro della cattedrale del Santissimo Sacramento, che era stata gravemente danneggiata dai terremoti di Christchurch del settembre 2010, del febbraio e del giugno 2011. Il suo predecessore Barry Philip Jones aveva suggerito di salvare la navata centrale della cattedrale ma nell'agosto 2019, il vescovo Martin ha preso la decisione di demolirla integralmente a partire dal settembre 2020.
Il 3 giugno 2019 si è recato in Vaticano, assieme agli altri membri dell'episcopato neozelandese, per la visita ad limina apostolorum, allo scopo di discutere con il pontefice della situazione e dei problemi relativi alla sua diocesi.
Nel dicembre successivo ha realizzato piani pubblici per un nuovo sito della cattedrale, una scuola elementare cattolica, hotel, uffici ed un parcheggio, il tutto in collaborazione comunitaria e commerciale con Ōtākaro Limited e gli sviluppatori della città, il Carter Group.

#### Arcivescovo coadiutore e metropolita di Wellington
Il 1º gennaio 2021 papa Francesco lo ha promosso, cinquantatreenne, arcivescovo coadiutore di Wellington.
È rimasto amministratore apostolico di Christchurch fino all'ingresso del successore, avvenuto il 9 luglio 2022.
Il 5 maggio 2023 è succeduto per coadiutoria al cardinale John Atcherley Dew, dimissionario per raggiunti limiti d'età, mentre il 5 novembre ha ricevuto dal vescovo Stephen Marmion Lowe il pallio, benedetto dal Santo Padre durante la cerimonia svoltasi in piazza San Pietro a Roma il 29 giugno.
Dall'11 maggio dello stesso anno è segretario generale della Conferenza dei vescovi cattolici della Nuova Zelanda. Il 27 maggio seguente è nominato ordinario militare per la Nuova Zelanda.

## Genealogia episcopale
La genealogia episcopale è:
- Cardinale Scipione Rebiba
- Cardinale Giulio Antonio Santori
- Cardinale Girolamo Bernerio, O.P.
- Arcivescovo Galeazzo Sanvitale
- Cardinale Ludovico Ludovisi
- Cardinale Luigi Caetani
- Cardinale Ulderico Carpegna
- Cardinale Paluzzo Paluzzi Altieri degli Albertoni
- Papa Benedetto XIII
- Papa Benedetto XIV
- Papa Clemente XIII
- Cardinale Marcantonio Colonna
- Cardinale Giacinto Sigismondo Gerdil, B.
- Cardinale Giulio Maria della Somaglia
- Cardinale Carlo Odescalchi, S.I.
- Cardinale Costantino Patrizi Naro
- Cardinale Serafino Vannutelli
- Cardinale Domenico Serafini, Cong. Subl. O.S.B.
- Cardinale Pietro Fumasoni Biondi
- Arcivescovo Filippo Bernardini
- Cardinale Norman Thomas Gilroy
- Cardinale Peter Thomas McKeefry
- Vescovo Owen Noel Snedden
- Cardinale Thomas Stafford Williams
- Cardinale John Atcherley Dew
- Arcivescovo Paul Gerard Martin, S.M.